# Misratah (distrikt)
Misurata (arabiska: مصراته) är ett av Libyens tjugotvå distrikt (shabiyah). Den administrativa huvudorten är Misratah. Distriktet gränsar mot Medelhavet och distrikten Surt, Al Jabal al Akhdar och Al Murgub.  